# Kaštel v Moravanech nad Váhom
Kaštel v Moravanech nad Váhom je renesanční stavba (kaštel) s anglickým parkem v obci Moravany nad Váhom, okres Piešťany v Trnavském kraji.

## Dějiny
Monumentální zámeček rodiny Motešických v středověku se v době svého vzniku, sestával ze dvou samostatných budov, spojených až renesanční přestavbou koncem 16. století, která byla rozhodující i pro jeho dnešní vzhled.
V 18. století byl barokně přebudován. Na místě východní bašty, bourané začátkem 18. století, nechal rod Čákiů postavit kapli, které bylo 30. května 1757 generálním urbářem Ostřihomského arcibiskupství uděleno privilegium na sloužení mší svatých. Interiéru kaple dominuje renesanční edikulový oltář s erby rodiny Čákiů a Zičiů. Ve středu je velký obraz Piety, nad ním menší obraz Nejsvětější Trojice, pod ním svatostánek. Renesanční kazatelna je vyvedena v černo-zlaté barevné kombinaci.
Poměrně velké úpravy zámečku se uskutečnily v 2. polovině 19. století za majitele hraběte Kurta Zedtwitze. Roku 1881 bylo do půdního prostoru zabudováno třetí podlaží a na východní straně byla přistavěna věž. V letech 1964 – 1970 byl zámeček obnoven podle projektu Karla Chudomelky ze Stavoprojektu Bratislava pro Dům Slovenských výtvarných umělců a architektů ve správě Slovenského fondu výtvarných umění. V anglickém parku u kostela jsou rozmístěny plastiky slovenských i zahraničních umělců, které zde byly vytvořeny v rámci mezinárodních sochařských sympozií.
Od prodeje zahraničním fyzickým osobám v roce 2006 kaštel chátrá.